# Edmond Dewandre
Edmond Edouard Joseph Marie Dewandre (Charleroi, 1 juni 1855 - aldaar, 29 november 1925) was een Belgisch magistraat en volksvertegenwoordiger.

## Biografie

### Familie
Edmond Dewandre was een telg uit de familie Dewandre. Hij was een zoon van Barthel Dewandre (1822-1893), advocaat, provincieraadslid van Henegouwen, volksvertegenwoordiger en senator, en Jenny de Haussy (1830-1907). Zijn grootvaders waren Barthélemy-François Dewandre, gemeenteraadslid van Sint-Joost-ten-Node en advocaat-generaal bij en raadsheer in het Hof van Cassatie, en François-Philippe de Haussy, advocaat, industrieel, schepen van Fontaine-l'Évêque, senator, minister van Justitie en gouverneur van de Nationale Bank van België.
Hij trouwde in 1881 in Doornik met Juliette de Lalieux (1857-1928). Ze kregen twee zoons en een dochter, met afstammelingen tot heden.

### Loopbaan
Gepromoveerd tot doctor in de rechten (1879) aan de Université libre de Bruxelles, vestigde Dewandre zich in 1882 als advocaat in Charleroi. Hij werd in 1883 substituut-procureur des Konings in Charleroi. Later volgde hij zijn vader op als censor van de Nationale Bank van België.
Hij werd tweemaal verkozen tot liberaal volksvertegenwoordiger voor het arrondissement Charleroi: van 1904 tot 1908 en van 1912 tot 1914.